# Oscar Bobb
Oscar Bobb (Oslo, 12 de julho de 2003) é um futebolista norueguês que atua como ponta-direita. Atualmente defende o Manchester City e a Seleção Norueguesa.

## Carreira

### Polêmica na base
Nascido em Oslo, Bobb defendia o Lyn em um torneio juvenil no Algarve, em Portugal, chamando a atenção do Porto, que entrou em contato com a mãe do atleta, Turid Gunnes, pedindo que ele assinasse com os Dragões e chegou a pagar para que eles conhecessem o clube. Ela se mudou para Portugal em outubro de 2015 por decisão própria, antes de assinar os documentos para inscrever o filho na Federação Portuguesa de Futebol. A documentação foi rejeitada em janeiro de 2016, mas Bobb e sua mãe permaneceram no país e, um ano depois, ele tentou uma vaga na Escola de Futebol Hernâni Gonçalves. A FIFA não estava convencida de que a mãe do jogador não havia se mudado para Portugal por vontade própria, nem que a escola de futebol era independente em relação ao Porto, negando um certificado de transferência.
O caso chegou à Corte Arbitral do Esporte, que ficou ao lado da entidade, e Bobb voltou à Noruega para defender o Vålerenga, tradicional equipe da capital do país.

### Chegada ao City e início profissional
Após 2 anos e meio no Vålerenga, Bobb chegou ao Manchester City em julho de 2019 e foi escolhido pelo jornal The Guardian como o melhor jogador jovem dos Citizens em sua faixa etária.
Depois de boas atuações no time reserva, foi relacionado pela primeira vez para um jogo oficial do City em janeiro de 2022, contra o Swindon Town, pela Copa da Liga Inglesa, mas não entrou em campo.
A estreia de Bobb como atleta profissional foi em setembro de 2023, substituindo Phil Foden na vitória por 5 a 0 sobre o Fulham, enquanto o primeiro jogo na Liga dos Campeões da UEFA foi contra o Estrela Vermelha, novamente entrando no lugar de Foden. Foi também contra o clube sérvio que Bobb marcou seu primeiro gol na carreira, na vitória por 3 a 2, quando o City escalou um time praticamente reserva.
Fez parte do elenco campeão da Copa do Mundo de Clubes da FIFA, saindo do banco de reservas nos jogos contra Urawa Red Diamonds e Fluminense.[carece de fontes?]

## Carreira internacional
Descendente de gambianos, Bobb defende as seleções de base da Noruega desde 2019, fazendo sua estreia pela equipe principal na vitória por 4 a 0 sobre o Chipre, em outubro de 2023. Em novembro, faria o primeiro gol em um amistoso contra as Ilhas Feroe, que terminou com vitória norueguesa por 2 a 0.

## Estatísticas

### Clubes
| Clube           | Temporada | Campeonato     | Campeonato | Campeonato | Copa da Inglaterra | Copa da Inglaterra | Copa da Liga Inglesa | Copa da Liga Inglesa | Continental | Continental | Outros   | Outros | Total    | Total |
| Clube           | Temporada | Divisão        | Partidas   | Gols       | Partidas           | Gols               | Partidas             | Gols                 | Partidas    | Gols        | Partidas | Gols   | Partidas | Gols  |
| --------------- | --------- | -------------- | ---------- | ---------- | ------------------ | ------------------ | -------------------- | -------------------- | ----------- | ----------- | -------- | ------ | -------- | ----- |
| Manchester City | 2023–24   | Premier League | 5          | 0          | 0                  | 0                  | 1                    | 0                    | 3           | 1           | 1        | 0      | 10       | 1     |
| Total           | Total     | Total          | 5          | 0          | 0                  | 0                  | 1                    | 0                    | 3           | 1           | 1        | 0      | 10       | 1     |

1. ↑  Partidas pela Liga dos Campeões da UEFA
2. ↑  Partidas pela Copa do Mundo de Clubes da FIFA

## Títulos
Manchester City
- Liga dos Campeões da UEFA: 2022–23[carece de fontes?]
- Supercopa da UEFA: 2023[14]
- Copa do Mundo de Clubes da FIFA: 2023[15]
- Premier League: 2023–24[16]
- Supercopa da Inglaterra: 2024[carece de fontes?]